# Littérature hawaïenne
La littérature hawaïenne trouve ses origines dans la mythologie polynésienne. À l'origine, elle a été préservée et développée uniquement par la tradition orale, car les anciens Hawaïens n'ont jamais développé de système d'écriture. La littérature écrite en langue hawaïenne et les œuvres littéraires dans d'autres langues par des auteurs résidant à Hawaï n'apparaissent qu'au XIXe siècle, lorsque l'arrivée des missionnaires américains introduisit la langue anglaise, l'alphabet latin et les notions occidentales de composition dans le royaume.
Les premières compilations d'écrits traditionnels hawaïens ont été réalisées par John Papa ʻĪʻī, Samuel Kamakau, Kepelino et David Malo. Ils ont été suivis par Kalākaua, Martha Warren Beckwith, Abraham Fornander et William Drake Westervelt, qui ont tous produit des collections ultérieures racontant ou adaptant les histoires orales d'Hawaï.
D'autres auteurs célèbres dont les œuvres présentent des décors et des thèmes hawaïens, ou qui ont résidé temporairement à Hawaï, incluent Herman Melville, Mark Twain, Robert Louis Stevenson, et Jack London. Le romancier policier Earl Derr Biggers est surtout connu pour ses livres se déroulant à Honolulu au début du XXe siècle, dont le protagoniste est le détective sino-hawaïen Charlie Chan.
La littérature hawaïenne de la seconde moitié du XXe siècle se caractérise à la fois par une croissance rapide et par une importance croissante accordée au réalisme, parfois influencée par la deuxième Renaissance hawaïenne et le mouvement souverainiste hawaïen.

## Liste des auteurs hawaïens
- en:Noelani Arista
- Robert Barclay, auteur de Hawaii Smiles
- Alan Brennert
- Marie Alohalani Brown
- en:O. A. Bushnell
- Lee Cataluna
- en:Eric Chock
- en:Kiana Davenport
- en:Gavan Daws
- en:Darlaine Mahealani Dudoit, fondatrice de « 'Oiwi: A Native Hawaiian Journal »
- Glen Grant
- en:Kaui Hart Hemmings, auteur de The Descendants
- en:John Dominis Holt IV
- en:Garrett Hongo
- en:kuʻualoha hoʻomanawanui, cofondatrice de « 'Oiwi: A Native Hawaiian Journal »
- en:George Kahumoku Jr.
- Matthieu Kaopio
- Lopaka Kapanui
- en:Nora Okja Keller
- Maxine Hong Kingston
- en:Juliet Kono
- en:R. Zamora Linmark
- en:Darrell H.Y. Lum
- en:Wing Tek Lum
- en:Chris McKinney
- Ian MacMillan
- en:Susanna Moore
- en:Rodney Morales
- en:Milton Murayama
- Ingrid Naïman
- en:Gary Pak
- en:Mark Panek
- Lehua Parker, autrice de la série Niuhi Shark
- Mary Kawena Pukui
- en:Shawna Yang Ryan
- en:Noenoe Silva
- en:Cathy Song
- en:Lee Tonouchi
- en:Haunani-Kay Trask
- en:Kawai Strong Washburn, auteur de Sharks in the Time of Saviors
- en:Kirby Wright
- en:Lois-Ann Yamanaka

## Liste des revues littéraires
- en:Bamboo Ridge
- 'Oiwi: A Native Hawaiian Journal
- Hawai'i Pacific Review